# Aphnaeus pseudozeritis
Aphnaeus pseudozeritis är en fjärilsart som beskrevs av Henry Trimen 1873. Aphnaeus pseudozeritis ingår i släktet Aphnaeus och familjen juvelvingar. Inga underarter finns listade i Catalogue of Life.